# Fun with Dick and Jane
Fun with Dick and Jane (bra: As Loucuras de Dick e Jane; prt: Dick e Jane - Ladrões sem Jeito) é um remake de 2005 do filme de comédia estadunidense de 1977 de mesmo nome. O filme foi dirigido por Dean Parisot, e escrito por Judd Apatow e Nicholas Stoller. É estrelado por Jim Carrey e Téa Leoni como Dick e Jane Harper, um casal de classe média alta que recorrem ao roubo depois que a empresa trabalha para que Dick vai à falência. Alec Baldwin, Richard Jenkins, Angie Harmon, John Michael Higgins, Richard Burgi, Carlos Jacott, Gloria Garayua e Stephnie Weir também estrelam.
O filme gerou no mundo inteiro uma bilheteria de $202 milhões de dólares. Ele recebeu em sua maioria críticas mistas dos críticos. Foi lançado pela Columbia Pictures em 21 de dezembro de 2005.

## Sinopse
Dick e Jane são um casal típico dos Estados Unidos, ambos trabalham muito para ter uma vida melhor, até que, de repente, Dick ganha uma promoção na empresa onde trabalha, mas a felicidade não dura muito, pois a empresa vai à falência pouco depois. Dick então se obriga a roubar para pagar a hipoteca da casa, e quando Jane descobre o que ele está fazendo, o acompanha. Quando descobrem que o motivo da falência foi um desvio milionário para a conta do dono da empresa, Dick se vinga, ainda pensando em ficar com todo o dinheiro.

## Elenco
- Jim Carrey como Richard "Dick" Harper
- Téa Leoni como Jane Harper
- Alec Baldwin como Jack McCallister
- Richard Jenkins como Frank Bascombe
- Angie Harmon como Veronica Cleeman
- John Michael Higgins como Garth
- Richard Burgi como Joe Cleeman
- Carlos Jacott coom Oz Peterson
- Stephanie Weir como Deborah "Debbie" Peterson
- Aaron Michael Drozin como Billy Harper
- Gloria Garayua como Blanca
- Kym Whitley como Lucy
- Jason Marsden como Funcionário da loja de conveniência
- Clint Howard como Agente INS
- Pasha D. Lychnikoff como Andrei/Load Boxer (não creditado)
- Vincent Curatola como vizinho de Dick (não creditado)
- Jeff Garlin como CEO da Pyramid Tech (não creditado)
- Timm Sharp como assistente de Jack
- Laurie Metcalf como Phyllis (sem créditos)
- James Whitmore como Guarda de segurança da loja de brinquedos (sem créditos)
  - Este foi o último papel de Whitmore no filme antes de sua morte, 4 anos depois
- Ralph Nader como ele mesmo
- Luis Saguar como Héctor

## Recepção

### Resposta da crítica
O filme recebeu críticas negativas por parte dos críticos. O filme detém actualmente uma classificação de 29% 'podre' no Rotten Tomatoes baseado em 131 comentários. No Metacritic ele foi recebido com "críticas mistas ou médias" com uma pontuação de 47 em 100, com base em 33 comentários. Justin Chang, da Variety escreveu: "O raro remake de Hollywood que, por se atrever a reinterpretar os seus materiais de origem dentro de um contexto político novo, na verdade tem uma razão de existir".

### Bilheteria
Depois de uma semana de estreia decepcionante de $14,383,515 de dólares, o filme conseguiu ter excepcionalmente bom poder em ficar durante toda a temporada de férias, fazendo cerca de oito vezes o seu bruto semana de estreia, acabou ganhando $110,332,737 na bilheteria doméstica e $91,693,375 das receitas internacionais, para um total de $202,026,112 em todo o mundo. Com um orçamento de $40 milhões, o filme foi um sucesso tão necessário para a distribuidora Columbia, que tinha lutado ao longo do ano.

### Home media
Em 6 de julho de 2006, Fun with Dick and Jane gerou $43.5 milhões de dólares americanos a partir de DVD aluguéis.

## Produção
A empresa de Dick Globodyne, e a forma como ele cai, é uma paródia direta de várias corporações no início do século 21. Os créditos finais começam com um agradecimento especial a listar, ironicamente nomeando executivos da Enron, WorldCom, Tyco, Adelphia, ImClone Systems, Arthur Andersen, Cendant, and HealthSouth.
O bairro suburbano no filme consistiu na construção de 12 casas (só fachadas de frente) e uma casa totalmente construída com funcionalidade no local da abandonada Marineland of the Pacific do parque temático do Pacífico, na Califórnia.
Enquanto filmava a cena assalto a loja de café, Leoni ficou gravemente ferida em seu ombro enquanto deslizava sobre o balcão. Durante a cena em que Carrey salta para o teto e pendurado acima da mesa banco, Quando ele estava descendo, ele acidentalmente caiu e bateu o rosto no chão. Este erro doloroso apareceu no filme.
Paramount Pictures pagou US$ 100 mil para a Sony para parar de filmar por uma semana, assim que Carrey que possam promover o seu filme anterior, de Lemony Snicket's A Series of Unfortunate Events.
Mordecai Richler, que co-escreveu o roteiro do filme original, não foi creditado na versão do cinema do remake.
Inicialmente seria Barry Sonnenfeld o diretor de Fun with Dick and Jane, mas ele deixou o projeto alegando razões pessoais.
Cameron Diaz inicialmente interpretaria a personagem Jane, mas teve que desistir do papel pouco antes do início das filmagens devido a conflitos de agenda.

## Locais das filmagens
A casa de Jack McCallister (chefe de Dick) é o Henman House, localizado em 33583 Mulholland Hwy, Malibu, CA.

## Trilha sonora
A trilha sonora foi feita e escrita por Theodore Shapiro para o filme foi lançado em 24 de janeiro de 2006.
| lista de faixas |                                                          |         |  |
| N.º             | Título                                                   | Duração |  |
| 1.              | "Ameribank Robbery"                                      |         |  |
| 2.              | "Job Calls"                                              |         |  |
| 3.              | "Office Chaos"                                           |         |  |
| 4.              | "Black Jack"                                             |         |  |
| 5.              | "Main Title"                                             |         |  |
| 6.              | "51st Floor"                                             |         |  |
| 7.              | "Jane Quits"                                             |         |  |
| 8.              | "Quad Slide"                                             |         |  |
| 9.              | "Race For The Job"                                       |         |  |
| 10.             | "I.N.S."                                                 |         |  |
| 11.             | "Illegal Immigration"                                    |         |  |
| 12.             | "Sleeping Beauty"                                        |         |  |
| 13.             | "Got The Yard Back"                                      |         |  |
| 14.             | "The Insects Are All Around Us" (Artista por Money Mark) |         |  |
| 15.             | "Need A Good Wheelman"                                   |         |  |
| 16.             | "Escape From The Headshop"                               |         |  |
| 17.             | "Bank Plan"                                              |         |  |
| 18.             | "Grand Cayman Bank"                                      |         |  |
| 19.             | "The Big Stall"                                          |         |  |
| 20.             | "Gun Pull"                                               |         |  |
| 21.             | "Starbucks Hit"                                          |         |  |
| 22.             | "400 Million Dollars"                                    |         |  |
| 23.             | "End Credits"                                            |         |  |

### Outras canções
As músicas seguintes são apresentados no filme, mas não estão incluídas na trilha sonora:
1. "I Believe I Can Fly" - R. Kelly
2. "Smooth Operator" - Sade
3. "Right Place Wrong Time" - Dr. John
4. "What I Got" - Sublime
5. "Sandstorm" - Darude
6. "Why Me Lord" - Johnny Cash
7. "Wedding" - Randy Newman
8. "Time Bomb" - Rancid
9. "Uncontrollable Urge" - Devo
10. "Insane in the Brain" - Cypress Hill
11. "Alive & Amplified" - The Mooney Suzuki
12. "The Best Things in Life Are Free" - Sam Cooke